# Auguste Badin
Pour les articles homonymes, voir Badin.

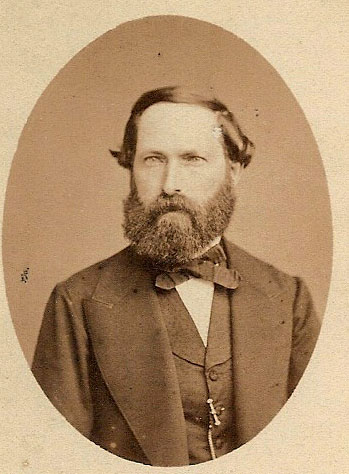
Auguste Badin vers 40 ans

Auguste Badin (né le 24 août 1830 à Brethel (Orne)  - mort le 26 mai 1917 à Barentin) est un industriel français.

## Biographie

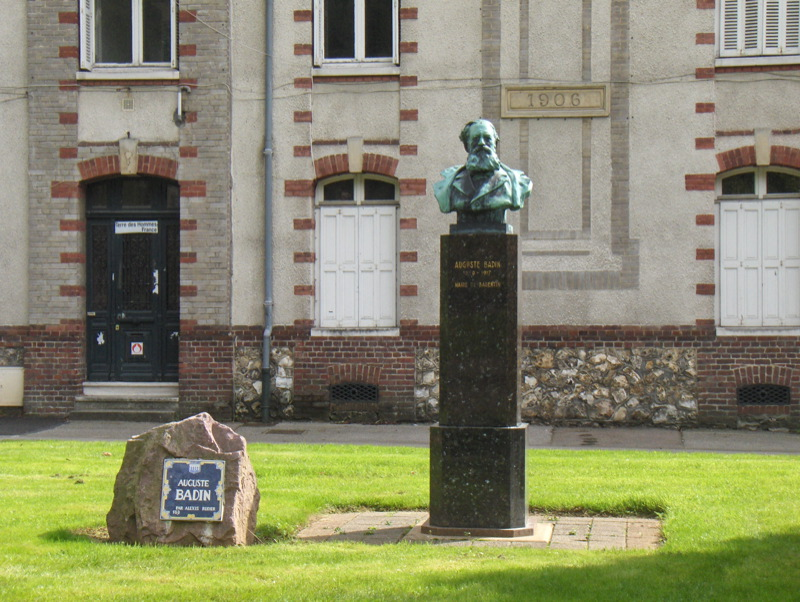
Buste d'Auguste Badin à Barentin.

C'est l'un des derniers « self-made men » normands et en même temps un des plus remarquables,. Son père, colporteur de toiles, a dû abandonner cette activité trop concurrencée par la grande industrie, pour devenir ouvrier à Barentin, emmenant aussi son fils . Arrivé « en sabots » de son village de Brethel en 1842, Auguste Badin commence ouvrier rattacheur à 12 ans dans l'usine de lin de monsieur Dutuit. Il y gravit rapidement tous les degrés et se retrouve cinq ans plus tard, directeur de l'usine. En 1861, il obtient un prêt de 200 000 F pour racheter l'usine. Il est à trente ans propriétaire d'une entreprise, certes encore modeste (moins de 100 ouvriers) et surtout consacrée à la filature du lin, et non au coton. À ce fait important et aux talents réels de l'homme vont venir s'ajouter les chances habillement saisies d'une conjoncture paradoxalement favorable. Marquées par la sévère « crise cotonnière », ces années 1860 voient une étonnante revanche des textiles concurrents dont l'ancien handicap, quant aux prix, est provisoirement effacé par l'extrême cherté d'un coton raréfié par la guerre de Sécession. Auguste Badin développe l'activité de lin puis se diversifie à partir des années 1870, en faisant édifier une filature de coton achevée en 1871 ainsi qu'une filature de jute et de chanvre achevée en 1897.
Il œuvre pour ses ouvriers en finançant une école et une crèche à Barentin (1864), puis de nombreuses œuvres (un orphelinat, un ouvroir, des sociétés de secours mutuels, de retraite, de loisirs) à partir de 1875. Il construit une cité ouvrière en 1897. L'entreprise compte alors plus de 2 000 salariés.
Élu maire de Barentin de 1881[réf. nécessaire] à 1908, Badin équipe la ville d'un hôpital, d'un sanatorium et d'un préventorium.
Le parcours d'Auguste Badin, fait chevalier (1878) puis officier de la Légion d'honneur (1897), mais aussi par miroir celui de son père, sont des exemples remarquables de mobilité sociale descendante et ascendante que provoque la Révolution industrielle. Néanmoins, l'exemple d'Auguste Badin semble unique dans la seconde partie du XIXe siècle, l'industrie textile devenant alors une activité mature.

## Distinctions
- Officier de la Légion d'honneur (décret du 16 avril 1897)[9], nommé chevalier le 20 octobre 1878.